# Trukmonarch
De trukmonarch (Metabolus rugensis) is een vogelsoort uit het monotypische geslacht van zangvogels uit de familie monarchen (Monarchidae). De vogel werd in 1841 door  Jacques Bernard Hombron en Honoré Jacquinot geldig beschreven als Muscicapus rugensis. Het is een bedreigde, endemische vogelsoort van de eilandengroep Truk (Federale Staten van Micronesia).

## Kenmerken
De vogel is 20 cm lang, het is een grote soort monarch. Het mannetje is bijna helemaal wit met alleen een zwart "gezicht" en keel. Het vrouwtje is helemaal zwart. De snavel is relatief groot en bleek blauw gekleurd met een zwarte punt en blauwgrijze poten.

## Verspreiding en leefgebied
De trukmonarch is een typische eilandendeem die alleen voorkomt op de Chuukeilanden. Daar leeft de vogel in de laatst overgebleven stukjes oorspronkelijk bos waaronder mangrove met een dichte ondergroei en soms ook in plantages. De meeste vogels komen voor in het natuurgebied rond de hoogste top (445 meter boven zeeniveau) in het zuiden van het grootste eiland Tol (westelijk binnen het atol).

## Status
Sinds 1940, toen het eiland onder Japans bestuur kwam, neemt de vogel in aantal af omdat ruig terrein werd omgezet in landbouwgrond. Nog steeds neemt de bevolking op dit eiland toe en wordt het leefgebied bedreigd. De grootte van de populatie werd in 2016 geschat op 1000 tot 2500 volwassen vogels en daalt. Om deze redenen staat de trukmonarch als bedreigd (met uitsterven) op de Rode Lijst van de IUCN.